# Ik heb altijd gelijk
Ik heb altijd gelijk is de derde roman van Willem Frederik Hermans, uitgebracht in 1951 en geschreven in de periode na de politionele acties van Nederland in Indonesië tussen 1947-1949. Gedesillusioneerd keert de soldaat Lodewijk Stegman uit Indonesië terug in Nederland, waar hij zijn idealen langzaam uiteen ziet vallen. Uiteindelijk wendt hij zich naar de burgerlijkheid van het bestaan. Hoewel het geen oorlogsverhaal is, is in deze roman de dood van Hermans' zuster aan het begin van de Tweede Wereldoorlog verwerkt.

## Het verhaal
Samen met andere dienstplichtigen wordt soldaat Lodewijk Stegman gerepatrieerd uit Indonesië waar hij betrokken is geweest bij de politionele acties tegen de voormalige Nederlandse kolonie. Op de boot ontmoet hij Gertie, een verpleegster. Ze is niet mooi, maar wel willig en neemt Lodewijk op in haar huis als deze weigert terug te keren naar zijn ouders. Nu hij een thuisbasis heeft gevonden gaat Lodewijk op zoek naar een zinvolle besteding van zijn leven. Hij is teleurgesteld dat hij terug moest komen naar Nederland en wil in Nederland de zaken anders gaan aanpakken. De generatie die de samenleving van voor de Tweede Wereldoorlog wil terugbrengen moet weg. Hij wordt steeds onredelijker, zelfs tegen mensen die hem steunen, zoals Gertie. Zelf vindt Lodewijk dat zijn ouders schuldig zijn aan het feit dat hij zich niet kan aanpassen. Hij heeft zich altijd achtergesteld gevoeld bij zijn oudere zusje, dat ook nog eens zelfmoord pleegde nadat Nederland in mei 1940 door Duitsland werd veroverd. Om zijn woede te kanaliseren probeert Lodewijk de politiek in te gaan. Samen met zijn dienstkameraad Nico Kervezee richt hij een politieke partij op. Maar de politieke ambities van Lodewijk lopen al snel op de klippen en hij moet gaan werken voor de kost. Maar het vinden van een baan vereist diploma’s en die zijn opgeborgen door zijn ouders in het ouderlijk huis. Lodewijk keert noodgedwongen terug naar zijn ouders en begint de kasten te doorzoeken. De krantenknipsels die hij vindt, leiden echter naar een dramatische ontknoping.

## Achtergrond
Het boek werd geschreven in 1951, vlak na de politionele acties in Indonesië en niet zo lang na de bezetting van Nederland door Duitsland in de Tweede Wereldoorlog. Het weerspiegelt de weerzin die Hermans had gekregen tegen de Nederlandse maatschappij die werd beheerst door katholieken en niets had geleerd van de oorlog. Hermans ging ook gebukt onder een gebeurtenis die plaatsgevonden had aan het einde van de vijfdaagse strijd die Nederland leverde tegen de binnenvallende Duitse troepen in mei 1940. Zijn twee jaar oudere zusje Corry pleegde toen met haar veel oudere minnaar en neef zelfmoord. Corry was door Hermans' vader altijd als voorbeeld gesteld. Omdat Hermans niet aan dit ideaalbeeld van zijn vader kon voldoen en als waardeloos werd beschouwd, haatte hij zijn zusje. Na haar zelfmoord kreeg hij hierdoor weer een schuldgevoel. De hoofdpersoon uit “Ik heb altijd gelijk”, Lodewijk, heeft ook een zusje dat zelfmoord heeft gepleegd in de oorlog. Zelf is hij gedesillusioneerd over zijn rol bij de politionele acties in Indonesië. De Nederlandse regering die na de Tweede Wereldoorlog haar kolonie zag wegvallen, probeerde via twee militaire acties in 1947 en 1949 het Nederlandse gezag te herstellen. Hiervoor werden Nederlandse dienstplichtigen naar Indonesië gestuurd. Lodewijk is teleurgesteld, hij heeft niets bereikt in Indonesië en als hij terugkeert heeft in Nederland een regering van katholieken en socialisten de macht in handen. Voor Lodewijk is de maat vol. Al zijn idealen is hij kwijt, hij had in Indonesië iets willen bereiken, maar hij heeft niets, zelfs geen huis. Het burgerlijke Nederland staat hem tegen en hij haat de katholieken. Hij heeft wel veel geld, al is dat volgens hem op een smerige wijze verkregen, en geeft het uit als water. Hij probeert zelfs Gertie te renoveren en koopt een nieuwe bril voor haar. Zijn vertrouwen in de burgerlijke inwoners van Nederland is hij kwijt, het zijn schapen die blind achter de herder aan lopen. En die herder (de autoriteiten) doet verder ook niets.

## Titel
De titel van de roman is ontleend aan een uitspraak van Lodewijk:
“Ik wist altijd alles. Ik heb altijd gelijk. Maar als je gelijk hebt, heb je niets. Ik heb veel te lang geleefd! Alleen wie dood is, heeft eindelijk ongelijk. Als je altijd zou blijven leven, komt er altijd weer een ogenblik dat je gelijk hebt. Dat is verdomd vervelend.”

## Rechtszaak
In het mei-juninummer 1951 van Podium verscheen het eerste hoofdstuk van Hermans' derde roman Ik heb altijd gelijk. Ook deze roman verbindt een politieke (Nederland net na de politionele acties in Indonesië) met een psychologische situatie (zusterfiguur). Het thema is dat van het in de kiem gesmoorde genie en de zinloosheid van diens woede: wie gelijk heeft, heeft nog niets.
De katholieke pers, dat wil zeggen De Volkskrant en De Tijd, brachten deze 'smeerlapperij' nadrukkelijk onder de aandacht van justitie, waarbij De Tijd een vergelijking maakte met het antisemitisme van de nazi Julius Streicher. Het Openbaar Ministerie klaagde Hermans aan wegens overtreding van artikel 137c van het Wetboek van Strafrecht, dat verbood om 'opzettelijk een groep van het Nederlandse volk in het openbaar te beledigen'. Dit artikel was in 1934 in het wetboek opgenomen om tegen antisemitisme te kunnen optreden.
Op 17 juli werd tot inbeslagname van de Podium-aflevering gelast, vanwege mogelijk opzettelijke belediging in de volgende passages waarin Lodewijk Stegman, de hoofdpersoon van de roman, het woord voert.
Ik spuw op de heleboel, op jullie, op Soekarno, op de Koningin, op alles. Ik schijt erop, ik schijt (Podium, p. 201).
De katholieken! Dat is het meest schunnige, belazerde, onderkruiperige, besodemieterde deel van ons volk! Maar die naaien er op los! Die planten zich voort! Als konijnen, ratten, vlooien, luizen. Die emigreren niet! Die blijven wel zitten in Brabant en Limburg met puisten op hun wangen en rotte kiezen van het ouwels vreten! (Podium, p. 202-203)
In november verscheen Ik heb altijd gelijk als boek en op 31 december besloot de officier van justitie tot het instellen van een gerechtelijk vooronderzoek tegen Hermans. Op 20 maart 1952 diende voor de Amsterdamse rechtbank het proces tegen Hermans, die daarbij zelf een pleitrede uitsprak. In de slotalinea benadrukte Hermans hoeveel de literatuur voor hem betekende en stelde hij haar zelfs boven de wet:
Aangezien ik in de eerste plaats literator ben, meen ik de literatuur, die mijn levenswijze en levensmogelijkheid is, met alle middelen te moeten beschermen tegen iedere aanslag op haar ontplooiingsmogelijkheden, hoe ook de wetgeving van Nederland moge wezen en hoe ook deze wetten à la rigueur kunnen worden toegepast en uitgelegd. Dat zij door u dusdanig zullen worden toegepast dat er voor de vrijheid van meningsuiting geen voetbreed gronds meer overblijft, ik hoop niet zulks te moeten ondervinden.
Op 3 april volgde vrijspraak, welke uitspraak op 18 december werd bekrachtigd door een arrest van het Gerechtshof Amsterdam.